# 阿肯色州第四國會選區
阿肯色州第四國會選區是美国阿肯色州四個國會選區之一，範圍涵蓋康登、霍普、温泉城、馬格諾利亞、派恩布拉夫和德克薩卡納。現任聯邦眾議員為共和黨籍的布魯斯·魏斯特曼。